# Bamboo Airways
Bamboo Airways (укр. Бамбукові авіалінії) — бюджетна авіакомпанія В'єтнаму.  Вона належить FLC Group, вітчизняній курортній компанії. Це одна з двох  лоукост авіакомпаній у В'єтнамі, друга авіакомпанія — Jetstar Pacific Airlines, VietJet Air.
Штаб-квартира знаходиться в Ханої, центр операції в Сайгоні. Компанія була заснована в 2017 році. Перший рейс відбудеться 1 жовтня 2018 року. Будуть рейси з аеропортами у В'єтнамі: Ханой, Сайгон,  Хайфон, Тхань Хоа, Вінь, Донгхой, Хюе, Дананг, Куїнн, Буонметхуот,  Далат,  Куїнон,  Нячанг, Кан Тхо, Фукуок. Авіакомпанія має 5 міжнародних напрямків в Азії: Сеул, Бангкок, Тайбей, Сінгапур, Siam Reap.

## Флот
Авіакомпанія орендує літак у ранній час.
У 2018 а віакомпанія підписала угоду з Airbus на 24 літака Airbus A321neo,  угоду з Boeing на 20 Boeing 787 Dreamliner.